# ماكس سالازار
ماكس سالازار (ولد في 17 أبريل 1932 في نيويورك، توفي في 19 سبتمبر 2010) هو صحفي ومؤرخ موسيقي أمريكي تخصص في تاريخ الموسيقى الأمريكية اللاتينية، وكان من محرري مجلة مجلة لاتين بيت [الإنجليزية] الرئيسيين وشارك أيضا في تحرير مجلة إمباكتو (بالإنجليزية: mpacto)‏، وحاضر في مؤسسة سميثسونيان وجامعة كاليفورنيا وعدة معاهد أمريكية أخرى. أصدر عام 2002 كتاب «مملكة المامبو» (بالإنجليزية: Mambo Kingdom)‏ الذي يتناول الموسيقى الأمريكيية اللاتينية في نيويورك ويحتوي عددا من المقالات عن النجم تيتو بوينته [الإنجليزية] وحوالي 200 مقالا عن الموسيقى الراقصة نشرت سابقا في مجلات مثل فيليج فويس ولاتين تايمز وبيلبورد.

## كتب (بالإنكليزية)
- Salazar، Max (2002). Mambo Kingdom - Latin Music in New York. New York: Schirmer Trade Books. ISBN:0-8256-7277-5.